# Politica estera

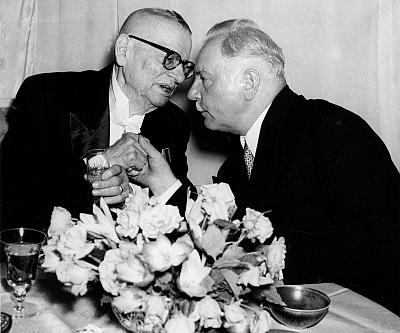
Il presidente della Finlandia Juho Kusti Paasikivi e il capo di stato sovietico Kliment Vorošilov a Mosca. Paasikivi è stato ricordato come uno dei principali artefici delle relazioni estere della Finlandia con l'Unione Sovietica dopo la seconda guerra mondiale.

La politica estera è la definizione delle priorità e degli interessi pubblici reciproci nell'ambito delle relazioni che i governi dei vari Stati della comunità internazionale intrattengono tra loro; più recentemente, ai tradizionali attori statali si sono aggiunti molteplici enti di diversa natura, quali le organizzazioni internazionali, le organizzazioni internazionali non governative, le aziende multinazionali.

## Caratteristiche

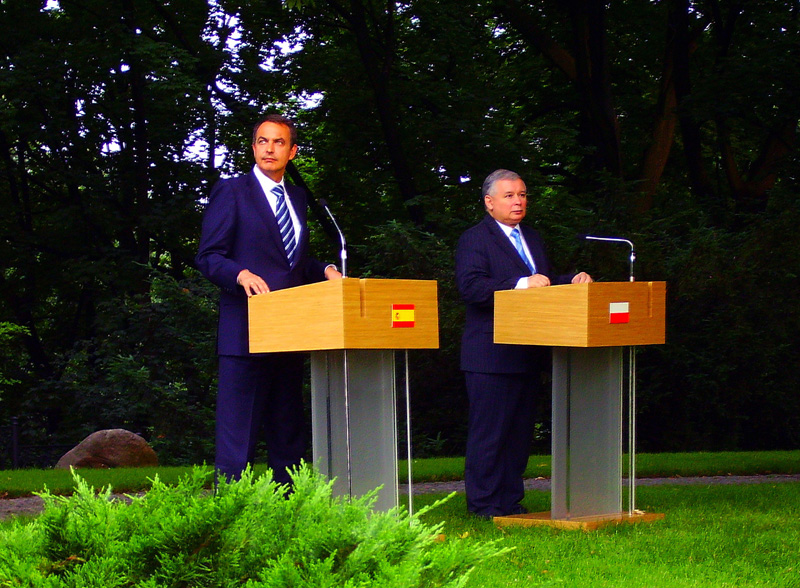
Incontro tra José Luis Rodríguez Zapatero e Jarosław Kaczyński, capi del governo di Spagna e Polonia, nel 2007.

Gli Stati sono dotati di amministrazioni preposte all'elaborazione e attuazione delle strategie di politica estera. La differenza tra diplomazia e politica estera risulta tuttavia netta: è la politica estera singolarmente intrapresa da ciascun gabinetto governativo a determinare e ad imprimere le scelte dell'apparato diplomatico. La portata e l'esito dell'azione di politica estera dipendono dalle risorse a disposizione dei soggetti summenzionati, dalla percezione che essi hanno del proprio ruolo, dalla realtà internazionale e dai vincoli che essa pone e, infine, dalla loro capacità di definizione degli obiettivi perseguiti e dalla natura di questi ultimi.
La progressiva interdipendenza che caratterizza le relazioni internazionali nell'odierna Comunità internazionale rende oggi meno definito il confine tra politica estera e interna. In questo contesto, il filone di pensiero che nasce con la teoria della ragion di stato (la cui prima affermazione storica risale a Armand-Jean du Plessis de Richelieu) sostiene l'autonomia della politica estera dai rapporti economici e dalle dinamiche interne, sociali o politiche. Essa prevale, dunque, su quella interna poiché mira a garantire la sicurezza dello Stato in un ambito internazionale strutturalmente anarchico, il quale impone l'uso di strumenti specifici (politica di potenza e alleanze, ricerca dell'equilibrio internazionale, guerra).
In altri termini, si può intendere per politica estera il modo in cui, all'interno di ogni singolo paese, viene elaborata una specifica concezione della modalità con cui proiettarsi verso l'esterno ed agire nella vita internazionale. Tale processo porta alla definizione dell'interesse di ciascun paese, in un mondo di relazioni. A tale riguardo, per politica internazionale si intenderà il momento in cui le diverse politiche estere si incontrano ed interagiscono, dando luogo a convergenze o conflitti, pace o guerra.

### I pilastri
Ecco alcuni concetti che stanno alla base delle relazioni internazionali.
- Polarismo: L'attuale scenario delle relazioni internazionali è fortemente impregnato del sistema polaristico. A seguito del crollo del muro di Berlino, simbolica fine dell'Unione Sovietica, il sistema bipolare che per tutto il secondo dopoguerra ha garantito un certo equilibrio e una qualche equità nei rapporti tra gli Stati, si è spezzato, portando all'affermazione quasi assoluta degli Stati Uniti e della loro vastissima rete di alleanze come asse portante e più influente nella politica estera sul pianeta. Lo sviluppo di Cina e India, il cui peso economico è prorompentemente in crescita, non riduce di molto, almeno per ora, il potere internazionale degli USA, visto che il peso politico dei giganti asiatici non può essere paragonato ancora a quello americano e risulta in qualche modo ad esso collegato. L'Unione europea, invece, può rappresentare l'unica voce in grado di svincolarsi dalle politiche statunitensi, ma anch'essa non può ancora affermare una propria autorevolezza politica tale da farne un polo influente quanto i Paesi della NATO, guidati in qualche misura dalle linee di politica estera decise a Washington.
- Cooperazione: La moderna tendenza della politica estera è quella di cooperare in ambito internazionale, mantenendo buone relazioni con il maggior numero di Paesi possibile. Il principio della cooperazione tra i governi rappresenta le fondamenta delle alleanze internazionali, attualmente assai estese e valide. Tra paesi alleati intercorrono intense relazioni diplomatiche, concretizzate dalle periodiche missioni che i Ministeri degli affari esteri organizzano reciprocamente.

## Nel mondo

### Italia

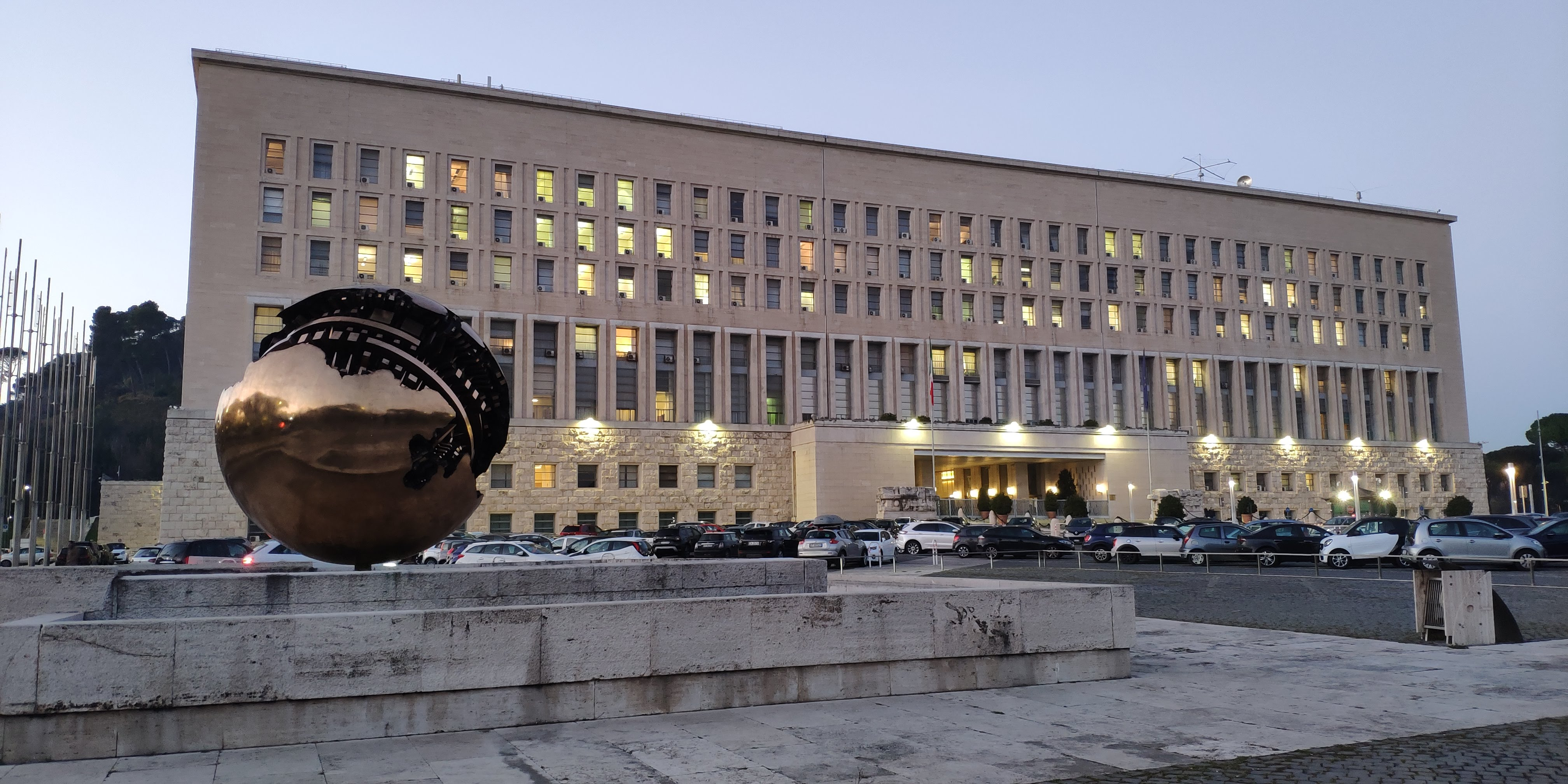
La Farnesina a Roma, sede del Ministero degli affari esteri italiano.

In Italia tale funzione è svolta dal Ministero degli affari esteri, dove all'interno opera un corpo di funzionari diplomatici e amministrativi. In particolare, il Ministero degli affari esteri (MAE) è l'organo di attuazione della politica estera del governo italiano, i cui compiti sono attualmente disciplinati dall'articolo 12 del decreto legislativo 30 luglio 1999, n. 300.
Al MAE è pertanto affidato il compito di elaborare opzioni di politica estera e di offrire una coerente proiezione internazionale al Sistema Paese. Il dicastero della Farnesina assolve questo compito attraverso un complesso apparato, costituito dagli uffici centrali e dagli uffici territoriali (Ambasciate, Consolati, Rappresentanze permanenti, rete degli Istituti Italiani di Cultura).
Con riferimento agli uffici centrali, il dicastero è strutturato attraverso 8 direzioni generali (per gli affari politici e di sicurezza, per la promozione del sistema paese, per la mondializzazione e le questioni globali, per l'Unione europea, per la cooperazione allo sviluppo, per gli Italiani all'estero e le politiche migratorie, per le risorse e l'innovazione (all'interno della quale opera anche l'Istituto diplomatico), per l'amministrazione e l'informatica. Alle direzioni generali si affiancano altri servizi: servizio per la stampa e la comunicazione istituzionale, servizio per gli affari giuridici, del contenzioso diplomatico e dei trattati, il cerimoniale diplomatico della Repubblica, l'ispettorato generale. La struttura è coordinata dalla segreteria generale, al cui vertice vi è il segretario generale, la quale è supportata da tre unità: Unità di coordinamento, Unità di crisi, Unità di analisi, programmazione e documentazione storico-diplomatica.
Gli interessi nazionali dell'Italia sono determinati dalla sua posizione geostrategica nel Mediterraneo e dalla partnership europea ed atlantica. Da essi derivano alcuni capisaldi della politica estera italiana: «1.) rimanere saldamente ancorata al cuore dell'Europa; 2.) restare fedele alleato degli Stati Uniti; 3.) entrare in un amichevole, fiducioso e proficuo dialogo con il mondo arabo.»
In altri termini, la politica estera italiana si sviluppa su quattro dimensioni principali: quella mediterranea, quella europea, quella transatlantica, e quella globale.
Con riferimento alla dimensione europea, a partire dal secondo dopoguerra l'Italia ha sostenuto con decisione il processo di integrazione comunitaria, ponendosi quale membro fondatore della Comunità europea del carbone e dell'acciaio, ed ospitando nel 1955 la conferenza di Messina, che portò alla firma dei Trattati di Roma del 1957, istitutivi della Comunità Economica Europea (CEE) e della Comunità europea dell'energia atomica (EURATOM), primo passo di un percorso che sarebbe culminato con la nascita, nel 1992, dell'Unione europea.
Accanto ai rapporti con i partner europei, la politica estera italiana ha coerentemente affermato la condivisione di valori ed interessi nell'ambito del rapporto transatlantico. L'Alleanza Atlantica continua ad essere il caposaldo della politica italiana di sicurezza, di cui i più recenti sviluppi europei rappresentano la naturale evoluzione.
Per quanto riguarda l'area strategica del Mediterraneo e Medio Oriente, l'Italia ha investito nell'affermazione del proprio ruolo di stabilizzatore, con l'obiettivo di porsi in modo equilibrato nel quadro dei conflitti che attraversano la regione, come nel caso israelo-palestinese.
Infine, la quarta dimensione della politica estera italiana è quella globale. In questo quadro, l'Italia si pone quale attore di primo piano nel contesto multilaterale, in particolare all'interno dell'Organizzazione delle Nazioni Unite. L'Italia, in particolare, è il primo Paese tra i membri del G8 per numero di soldati che partecipano a missioni sotto l'egida di questa organizzazione. Con più specifico riferimento ai temi globali, l'Italia è particolarmente sensibile ad alcuni dossier internazionali, come ad esempio la tutela dei diritti umani, ivi inclusa la sensibilizzazione per l'abolizione della pena capitale, la libertà religiosa, i diritti delle minoranze e la lotta alla pratica delle mutilazioni genitali femminili.

### Stati Uniti d'America
Le prime relazioni internazionali delle Tredici colonie sono avvenute con le grandi potenze europee. In particolare la prima alleanza storica degli Stati Uniti è stata con la Francia che aiutò gli americani nella lotta per l'indipendenza in modo da diminuire l'influenza britannica nel nuovo mondo.
In ogni caso la politica estera degli USA è sostanzialmente divisa tra la fase precedente alle guerre mondiali, caratterizzata dall'espansionismo nella regione seguito dall'isolazionismo, e quella successiva nella quale gli Stati Uniti si impongono come una grande potenza globale essendo intervenuti e avendo vinto i due conflitti internazionali.
Dal 1945 al 1989/1991 la guerra fredda segna sostanzialmente ogni scelta dei governi americani volti contrastare l'altra superpotenza ossia quella Sovietica nelle varie zone di influenza sullo scacchiere mondiale ed in Europa.
Con la caduta del Muro di Berlino e la fine dell'URSS, gli Stati Uniti rimangono l'unica superpotenza mondiale per via del peso economico e militare. La politica estera sarà da ora segnata da una serie di interventi militari o bombardamenti assieme agli alleati della NATO, particolarmente con il Regno Unito, volti a rovesciare governi ritenuti filo-terroristici o minacciosi per gli interessi e la sicurezza degli Stati Uniti: in Jugoslavia nel 1999; in Afghanistan dopo l'11 settembre 2001; in Iraq nel 2003; in Libia nel 2011 (per volontà dei Paesi dell'UE, in particolare della Francia).
La crisi economica del 2008 ha segnato un netto ridimensionamento degli Stati Uniti, sulla strada di perdere il loro ruolo di superpotenza (che alcuni analisti già considerano perduto in virtù di un sistema multipolare). Notevoli le sconfitte diplomatiche con la Russia nella guerra civile siriana e nella crisi della Crimea del 2014.